# Twierdzenie Erdősa-Rado
Twierdzenie Erdősa-Rado – twierdzenie udowodnione przez Paula Erdősa i Richarda Rado będące rozszerzeniem twierdzenia Ramseya na zbiory odpowiednio dużej mocy.

## Notacja
Niech {\displaystyle \kappa } będzie liczbą kardynalną.
- Indukcyjnie definiuje się

{\displaystyle \exp _{0}(\kappa )=\kappa ,}
{\displaystyle \exp _{r}(\kappa )=2^{\exp _{r-1}(\kappa )}\;\;\;(r=1,2,3,\dots ).}
- Symbol {\displaystyle \kappa ^{+}} oznacza następnik liczby kardynalnej {\displaystyle \kappa .}

## Twierdzenie
Niech {\displaystyle r} będzie liczą naturalną oraz niech {\displaystyle \kappa } będzie nieskończoną liczbą kardynalną. Wówczas zachodzi relacja podziałowa
{\displaystyle \exp _{r}(\kappa )^{+}\longrightarrow (\kappa ^{+})_{\kappa }^{r+1},}
tzn. dla każdego kolorowania {\displaystyle f} rodziny {\displaystyle (r+1)}-elementowych podzbiorów zbioru mocy {\displaystyle \exp _{r}(\kappa )^{+}} na {\displaystyle \kappa } kolorów istnieje zbiór monochromatyczny mocy {\displaystyle \kappa ^{+},} tj. taka podrodzina rodziny {\displaystyle (r+1)}-elementowych podzbiorów zbioru mocy {\displaystyle \exp _{r}(\kappa )^{+},} na której funkcja {\displaystyle f} jest stała.